# Musikåret 1937

## Händelser
- 8 juni – Carmina Burana av Carl Orff uruppförs i Frankfurt.
- 10 augusti – Företaget Ro-Pat-Ins elgitarr patenteras.[1]
- 17 oktober – 300 musiker protesterar i ett spelande demonstrationståg mot att icke-svenska musiker får arbetstillstånd i Sverige [2].
- 26 november – En ny svensk psalmbok stadfästs av Sveriges ecklesiastikminister Arthur Engberg [2] , vilken godkändes av Kyrkomötet 1936[3].
- 28 november – 1937 års psalmbok börjar användas i Sverige[4].
- 29 november – Operasångaren Jussi Björling gör succédebut i Carnegie Hall i New York [3].

### Okänt datum
- Skivmärket Champion börjar ge ut skivor.[5]
- Svenska skivbolaget Dacapo börjar ge ut skivor.[6]
- Odeons billighetsskivmärke Scala börjar säljas.[7]

## Årets singlar och hitlåtar
Vänligen sortera soloartister på efternamn, musikgrupper på förstabokstaven (utan engelskans "The" och "A")
- Elof Ahrle – 65, 66 och jag [8]
- Ulla Billquist – Nu skall vi opp, opp [9]
- Sickan Carlsson/Åke Söderblom – Klart till drabbning [10]
- Lasse Dahlquist – Trummis Nisse [11]
- Sigge Fürst – Det har blivit en fluga om våren [12]
- Zarah Leander – Jag står i regnet [13]
- Eva-Lisa Lennartsson – Brevet från Lillan [14]
- Edvard Persson – Söder om landsvägen [15]
- Evert Taube – Fritiof och Carmencita [16]
- Evert Taube – Möte i monsunen [17]

## Årets sångböcker och psalmböcker
- Svenska kyrkan – 1937 års svenska psalmbok
- Evert Taube – Evert Taubes bästa [18]

## Födda
- 6 januari – Doris Troy, amerikansk soulsångare.
- 8 januari – Shirley Bassey, walesisk sångare.
- 19 januari – Clarence "Frogman" Henry, amerikansk sångare, musiker och låtskrivare.
- 27 januari – John Ogdon, brittisk pianist och tonsättare.
- 29 januari – Bobby Scott, amerikansk musiker, musikproducent och låtskrivare.
- 30 januari – Åke Johansson, jazzpianist.
- 31 januari – Philip Glass, amerikansk tonsättare.
- 1 februari
  - Don Everly, amerikansk musiker, medlem i duon The Everly Brothers.
  - Ray Sawyer, amerikansk sångare, medlem i Dr. Hook and the Medicine Show.
- 3 februari – Åke Erikson, svensk tonsättare och musiker.
- 7 februari – Svante Thuresson, svensk sångare.
- 9 februari – Hildegard Behrens, tysk operasångare (sopran).
- 27 februari – David Ackles, amerikansk kompositör, textförfattare och sångare.
- 12 mars – Janne ”Loffe” Carlsson, svensk skådespelare, musiker och kompositör.
- 20 mars – Jerry Reed, amerikansk countrysångare, gitarrist, låtskrivare och skådespelare.
- 24 mars – Billy Stewart, amerikansk sångare och musiker (piano).
- 1 maj – Bo Nilsson, svensk kompositör och sångtextförfattare.
- 4 maj – Dick Dale, amerikansk gitarrist, sångare och låtskrivare.
- 15 maj
  - Karin Krog, norsk jazzsångare.
  - Trini López, mexikansk- amerikansk sångare.
- 22 maj – Kenny Ball, brittisk jazzmusiker (trumpet).
- 24 maj – Archie Shepp, amerikansk jazzsaxofonist.
- 2 juni – Jimmy Jones, afroamerikansk sångare och låtskrivare.
- 4 juni – Freddy Fender, amerikansk countryartist.
- 7 juni – Neeme Järvi, estländsk musiker och dirigent.
- 12 juni – Kjell Andersson, svensk kapellmästare, arrangör och pianist.
- 15 juni – Waylon Jennings, amerikansk countryartist.
- 25 juni – Sven Lindahl, svensk journalist, nyhetsankare, kompositör och textförfattare.
- 26 juni – Hans Wahlgren, svensk skådespelare, textförfattare och sångare.
- 6 juli
  - Vladimir Asjkenazi, rysk pianist och dirigent.
  - Gene Chandler, amerikansk soul- och rhythm and bluessångare.
  - Hans Söderberg, svensk tonsättare, organist och lärare.
- 2 augusti – Garth Hudson, kanadensisk musiker, medlem i The Band.
- 6 augusti – Baden Powell de Aquino, brasiliansk gitarrist och kompositör.
- 8 augusti – Cornelis Vreeswijk, nederländsk-svensk trubadur.
- 6 september – Bosse Broberg, svensk jazztrumpetare.
- 20 september – Monica Zetterlund, svensk skådespelare och artist.
- 6 oktober – Arne Qvick, svensk sångare.
- 16 oktober – Emile Ford, brittisk schlagerartist.
- 20 oktober – Wanda Jackson, amerikansk sångare.
- 31 oktober – Tom Paxton, amerikansk folkmusiker och protestsångare.
- 1 november – Bill Anderson, amerikansk countrysångare, låtförfattare och TV-personlighet.
- 15 november – Little Willie John, amerikansk Rhythm and blues-sångare.
- 30 november
  - Eduard Artemjev, rysk kompositör.
  - Frank Ifield, brittisk-australisk sångare.
  - Monica Nielsen, svensk skådespelare och sångare.
- 11 december – Bo Ridderström, svensk musiker, arrangör och tonsättare.
- 14 december – Anita Lindblom, svensk sångare och skådespelare.
- 30 december – Paul Stookey, amerikansk sångare i gruppen Peter, Paul and Mary.

## Avlidna
- 8 januari – Felix Körling, 72, svensk kompositör, kyrkomusiker och musikpedagog.
- 14 februari – Erkki Melartin, 62, finländsk tonsättare.
- 12 mars
  - Jenő Hubay, 78, ungersk violinist och tonsättare.
  - Charles-Marie Widor, 93, fransk organist och kompositör.
- 22 mars – Thorvald Aagaard, 59, dansk musiker och kompositör.
- 29 mars – Karol Szymanowski, 54, polsk tonsättare.
- 8 april – Arthur Foote, 84, amerikansk tonsättare.
- 7 maj – John Heintze, 50, svensk pianist, pianopedagog och tonsättare.
- 11 maj – Viliam Figuš-Bystrý, 62, slovakisk tonsättare.
- 2 juni – Louis Vierne, 66, fransk tonsättare och organist.
- 11 juli – George Gershwin, 38, amerikansk kompositör och pianist.
- 17 juli – Gabriel Pierné, 73, fransk tonsättare, dirigent och organist.
- 23 augusti – Albert Roussel, 68, fransk tonsättare och dirigent.
- 6 september – Henry Kimball Hadley, 65, amerikansk tonsättare och dirigent.
- 26 september – Bessie Smith, 43, amerikansk bluessångare.
- 22 oktober – Frank Heino Damrosch, 78, amerikansk musiker.
- 26 december – Ivor Gurney, 47, brittisk tonsättare och poet.
- 28 december – Maurice Ravel, 62, fransk pianist och kompositör.

### Fotnoter
1. ↑  ”Arkiverade kopian”. Arkiverad från originalet den 1 december 2007. https://web.archive.org/web/20071201065914/http://www.rickenbacker.com/. Läst 28 juni 2011.
2. 1 2  20:e århundrades När Var Hur – 1937, Bernt Himmelstedt, Forum, 1999
3. 1 2  Sverige 1900-talet – 1937, NE, Bra Böcker, 2000
4. ↑  75 år Sverige, Carl-Adam Nycop, Bra Böcker, 1976, sidan 109 – ny psalmbok i bruk
5. ↑  ”78:or & film”. Arkiverad från originalet den 25 januari 2022. https://web.archive.org/web/20220125221810/http://musiknostalgi.atspace.cc/champion.htm. Läst 3 juni 2011.
6. ↑  ”78:or & film”. Arkiverad från originalet den 14 mars 2022. https://web.archive.org/web/20220314170737/http://musiknostalgi.atspace.cc/dacapo.htm. Läst 3 juni 2011.
7. ↑  ”78:or & film”. Arkiverad från originalet den 21 juni 2021. https://web.archive.org/web/20210621070233/http://musiknostalgi.atspace.cc/scala.htm. Läst 3 juni 2011.
8. ↑  ”Svensk mediedatabas”. http://smdb.kb.se/catalog/id/000097497. Läst 27 mars 2011.
9. ↑  ”Svensk mediedatabas”. http://smdb.kb.se/catalog/id/000079135. Läst 22 mars 2011.
10. ↑  ”Svensk mediedatabas”. Arkiverad från originalet den 25 maj 2012. https://archive.is/20120525091640/http://smdb.kb.se/catalog/id/001492596. Läst 27 mars 2011.
11. ↑  ”Svensk mediedatabas”. http://smdb.kb.se/catalog/id/000091147. Läst 27 mars 2011.
12. ↑  ”Svensk mediedatabas”. http://smdb.kb.se/catalog/id/000095272. Läst 27 mars 2011.
13. ↑  ”Svensk mediedatabas”. http://smdb.kb.se/catalog/id/000085259. Läst 27 mars 2011.
14. ↑  ”Svensk mediedatabas”. http://smdb.kb.se/catalog/id/000098523. Läst 22 mars 2011.
15. ↑  ”Svensk mediedatabas”. http://smdb.kb.se/catalog/id/000079104. Läst 22 mars 2011.
16. ↑  ”Svensk mediedatabas”. http://smdb.kb.se/catalog/id/000077872. Läst 22 mars 2011.
17. ↑  ”Svensk mediedatabas”. http://smdb.kb.se/catalog/id/000095253. Läst 22 mars 2011.
18. ↑  ”Evert Taubes visböcker med innehåll”. http://www.abc.se/~m8169/taube/taubevis.html. Läst 23 mars 2011.